# Arco di Traiano (Mérida)
L'Arco di Traiano di Mérida era una porta di accesso alla antica città romana di Augusta Emerita; ha questo nome perché fino al secolo scorso si pensava fosse un arco di trionfo. L'arco è stato tradizionalmente conosciuto in città come di Traiano senza alcuna base che lo colleghi a quell'imperatore. Dal 13 dicembre 1912 è protetto come Bene di Interesse Culturale e nel 1993 l'UNESCO lo ha dichiarato Patrimonio dell'umanità come parte dell'Insieme archeologico di Mérida.

## Descrizione

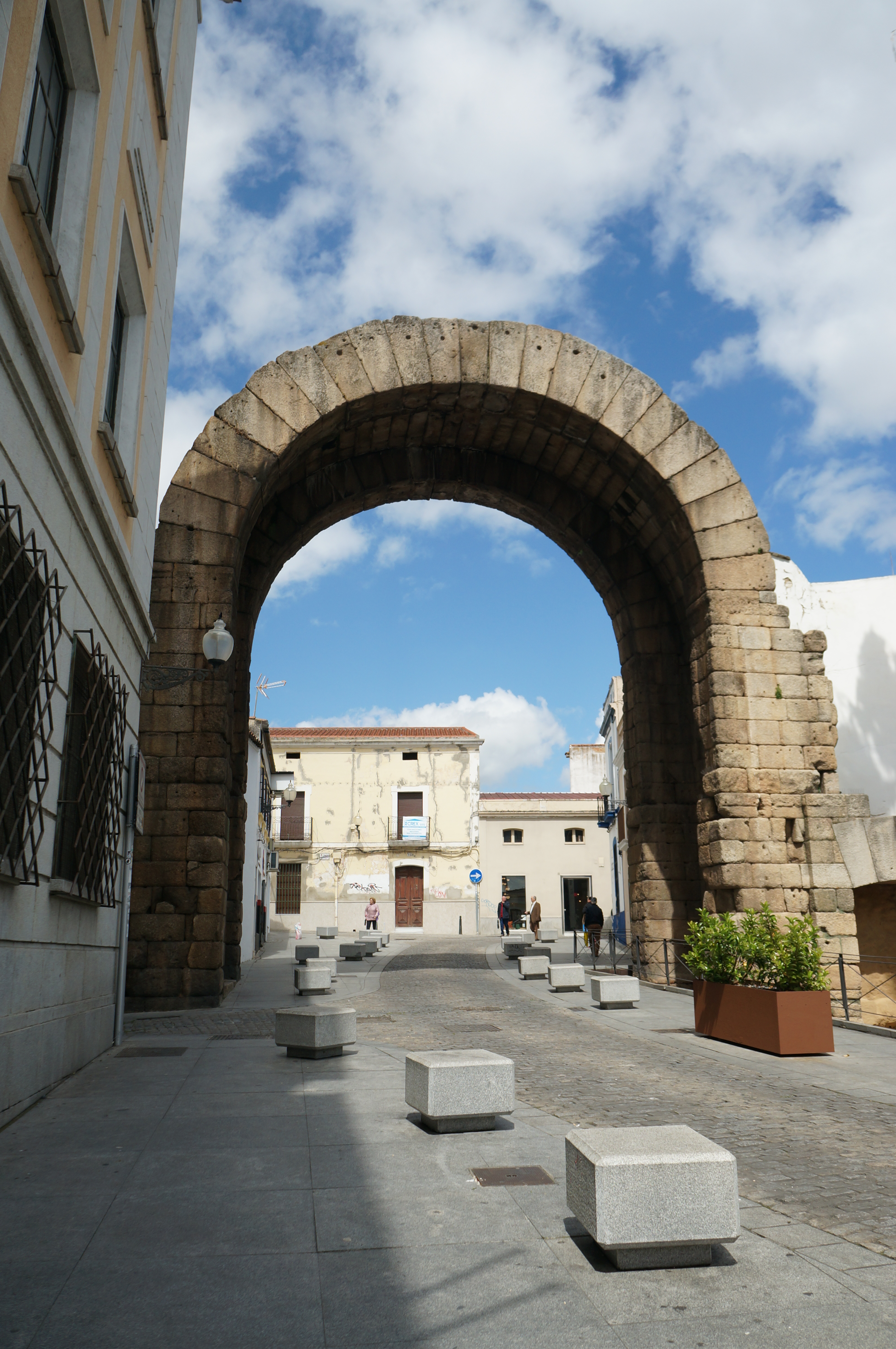
Arco di Traiano, facciata meridionale

Si tratta di un arco semicircolare, che ha un'altezza di circa quindici metri, compresi i due metri della base che ora sono interrati sotto il pavimento. La luce del suo arco è di quasi nove metri e da un'estremità all'altra dei suoi contrafforti misura tredici metri. Il materiale utilizzato per la sua costruzione era il granito, con il quale venivano regolarmente tagliati grandi conci alti fino a 1,4 m. In origine queste pietre erano rivestite di marmo, come sembra indicare la serie di fori presenti nei conci.

## Interpretazione
Lo scopo della sua realizzazione, pur essendo stato oggetto di diverse interpretazioni, era quello di stabilire una tappa significativa nel tessuto urbano della città romana, aspetto che si definisce attraverso il contenuto della forma dell'arco e l'imponenza della scala con cui fu progettato. Il fatto che sia andato perduto il suo rivestimento, e con esso le iscrizioni che potrebbero documentarlo, rende molto difficile precisare il momento della sua realizzazione.
Secondo la planimetria generale di Mérida, dal punto in cui si trova l'arco si può seguire un allineamento fino al fiume Albarregas che segnerebbe il tracciato del cardo massimo, una delle due strade più importanti della città romana, ipotesi rafforzata dal ritrovamento dei resti di un'importante fogna, individuata dall'archeologo Manuel de Villena y Moziño nel XVIII secolo. Tenendo conto di questa situazione, l'arco di Traiano era considerato il limite di questo percorso, anche come porta monumentale d'ingresso alla prima cerchia muraria cittadina o un possibile arco trionfale, proposta quest'ultima che è stata avanzata per la somiglianza di questo arco agli archi di trionfo più che alle porte monumentali.
Negli scavi archeologici attorno all'arco sono stati rinvenuti alcuni bronzi, resti di sculture ornamentali e iscrizioni che suggeriscono l'esistenza di un secondo foro ad Augusta Emerita, oltre al foro situato alla confluenza del cardo e del decumano. Avrebbe il carattere di un foro provinciale, quello della Lusitania di cui Mérida era la capitale, con il suo tempio di culto imperiale e gli edifici monumentali. L'Arco di Traiano verrebbe inserito in questo complesso urbano, nel quale assolverebbe la funzione di elemento di delimitazione di spazi dai significati diversi, mentre allo stesso tempo costituirebbe l'ingresso monumentale al grande spazio chiuso rappresentato dal secondo foro della città.